# Hemerotrecha minima
Hemerotrecha minima es una especie de arácnido  del orden Solifugae de la familia Eremobatidae.

## Distribución geográfica
Se encuentra en Colorado y Texas en (Estados Unidos).